# Bonddans
Bonddans är en oljemålning av den flamländske renässanskonstnären Pieter Bruegel den äldre. Den målades omkring 1568 och ingår i samlingarna på Kunsthistorisches Museum i Wien.
Tyngdpunkten i Bruegels måleri utgörs av folklivsskildringar som är dynamiska och detaljrika, men samtidigt har en fast sammanhållen komposition. Bytorgsdansens springande och hoppande steg har inget gemensamt med de formella danser som framfördes vid hovet eller i borgerliga kretsar. De robusta bruegelska figurerna och pregnansen i deras rörelser ger en förtätad bild av dynamiskt liv. De kraftfulla skulpturala formerna motvägs av färgernas ytmässighet. Bruegel skildrar bybornas uppsluppna festande med detaljrikedom och närgången realism. 
Bonddans har stora likheter med Bruegels Bondbröllop (1568, Kunsthistorisches Museum) och Bröllopsdansen (cirka 1566, Detroit Institute of Arts). Bonddans och Bondbröllopet är möjligen tänkta att vara pendanger då de är utförda ungefär samtidigt och är i samma storlek. 